# نيرف سوفتوير
نيرف سوفتوير (بالإنجليزية: Nerve Software) هي شركة أمريكية مطورة لألعاب الفيديو .
من ألعابها : عودة إلى قلعة ولفينشتاين

## مشاريعها
- دوم 2: هيل أون إيرث (إكس بوكس لايف آركيد conversion and additional content)
- ولفينشتاين 3دي (إكس بوكس لايف آركيد and بلاي ستيشن نيتورك conversions)
- Enemy Territory: Quake Wars  [لغات أخرى]‏ (Xbox 360 port)
- Doom (إكس بوكس لايف آركيد conversion)
- Doom 3: Resurrection of Evil
- عودة إلى قلعة ولفينشتاين (إكس بوكس conversion)
- عودة إلى قلعة ولفينشتاين (multiplayer)
- Quest (unreleased game developed with id Software)
- James Bond 007: Quantum of Solace (multiplayer)